# Muscle ptérygoïdien propre
Le muscle ptérygoïdien propre est un muscle masticateur inconstant.

## Description
Le muscle ptérygoïdien propre est un muscle présent chez environ 13% des individus,.
Il se situe entre le muscle temporal et le muscle ptérygoïdien latéral.
Il nait de la crête infra-temporale de la grande aile du sphénoïde pour se terminer sur la lame latérale du processus ptérygoïde.